# Мэри Роуз
«Мэри Роуз» (англ. Mary Rose) — английская трёхпалубная каракка, флагман английского военного флота при короле Генрихе VIII Тюдоре. Это крупное для своего времени судно было спущено на воду в Портсмуте в 1510 году. Название каракка получила, вероятно, в честь французской королевы Марии Тюдор (сестры короля) и розы как геральдического символа дома Тюдоров. 
Во время Итальянских войн караккой «Мэри Роуз» командовали адмиралы братья Эдвард и Томас Говарды. В 1512 году «Мэри Роуз» приняла участие в нападении на Брест. В 1528 и 1536 годах её модернизировали: число орудий было увеличено до 91, водоизмещение доведено до 700 тонн.
В 1545 году французский король Франциск I высадился на острове Уайт. Англичане направили в пролив Те-Солент на защиту острова 80 кораблей во главе с «Мэри Роуз». Перегруженная артиллерией каракка, никогда не отличавшаяся остойчивостью, из-за порыва ветра неожиданно стала крениться на правый борт и, заполнившись водой через орудийные порты, затонула вместе с большей частью экипажа и адмиралом Джорджем Кэрью. Спастись удалось только 35 морякам из четырёх сотен.
В последующие 20 лет предпринимались несколько попыток поднять корабль, но при уровне технологий того времени они потерпели неудачу из-за того, что корабль лёг на грунт под углом в 60 градусов. Была поднята лишь часть пушек. До конца XVI века при отливе начавший разрушаться корабль был хорошо виден с поверхности воды, а затем его полностью занесло илом.
К началу XIX века сменившееся течение в Соленте обнажило несколько шпангоутов затопленного корабля. В 1836 году рыбаки обнаружили место затопления «Мэри Роуз». Они обратились к Чарльзу и Джону Динам, изобретателям водолазного костюма, с жалобой на то, что их сети постоянно рвутся из-за каких-то нагромождений на морском дне. Братья зарабатывали на жизнь поисками затонувших судов, крюками-кошками обдирая с них всё, что можно было поднять, попутно сильно повреждая сохранившиеся части корпуса. Они сразу приступили к работе и, обнаружив остатки корабля, подняли с него части корабельных пушек, лафеты, луки, керамическую посуду, обрывки ткани и несколько человеческих черепов.
В 1840 году они взрывами обнажили часть остова каракки, попутно частично его разрушив, и подняли ещё некоторое количество артефактов, большая часть из которых оказалась утрачена впоследствии, так как способы консервации поднятых со дна моря объектов в то время ещё не были разработаны. Работу они прекратили в 1848 году, решив, что больше на корабле нельзя найти ничего, что можно было бы поднять. В результате их деятельности обнажился ахтеркастель корабля, который впоследствии был полностью разрушен. Тем не менее, большую часть корпуса братья Дины вскрыть не смогли из-за покрывавшего его толстого слоя плотных осадков, что и уберегло его от судьбы остальных лежавших на дне Солента кораблей, полностью разрушенных археологами-любителями.
Интерес современных морских археологов к кораблю проснулся в конце 1960-х годов. К 1982 году со дна Солента удалось по частям поднять большую часть корабельных останков. Выставленные в портсмутском порту в музее «Мэри Роуз», они всесторонне иллюстрируют жизнь моряков I-й половины XVI века.